# 인천안남초등학교
인천안남초등학교(仁川安南初等學校)는 대한민국 인천광역시 계양구 계산동에 있는 공립 초등학교이다.

## 학교 연혁
- 1990년 9월 1일 인천안남국민학교 개교 (29학급 편성)
- 1993년 2월 13일 제1회 졸업식 (졸업생 506명)
- 1995년 2월 4일 별관 교사 준공 (12교실)
- 1996년 3월 1일 인천안남초등학교로 개칭
- 1996년 3월 1일 108학급 편성 운영
- 1996년 9월 1일 인천병방초등학교 분리 (26학급, 887명)
- 1997년 11월 12일 학교 급식소 개소
- 2001년 9월 1일 인천안산초등학교 분리 (65학급 편성)
- 2007년 10월 16일 글벗도서관 개관
- 2008년 9월 1일 제8대 김석중 교장 부임
- 2008년 9월 4일 본관 화장실 리모델링 공사
- 2009년 1월 30일 교실 마룻바닥 교체
- 2009년 12월 30일 나래관 준공 (1층-급식실, 2층-체육관)
- 2010년 3월 20일 돌봄교실 준공
- 2012년 2월 16일 운동장 개선공사 준공
- 2012년 2월 16일 제20회 졸업식 (졸업생 192명)
- 2013년 3월 1일 제9대 조상용 교장 부임
- 2013년 3월 1일 병설유치원 개원 (3학급)
- 2014년 2월 14일 제22회 졸업식 (졸업생 192명)
- 2015년 1월 5일 본관 및 신관 석면 교체
- 2015년 2월 13일 제23회 졸업식 (졸업생 159명)
- 2015년 9월 11일 제10대 강용복 교장 부임
- 2015년 12월 6일 운동장 안전펜스 완공
- 2016년 2월 13일 제24회 졸업식(졸업생 162명, 졸업생 누계 10,412명)
- 2016년 3월 1일 33학급 편성(특수 2학급 포함)
- 2016년 5월 4일 방송실 현대화 구축
- 2017년 1월 5일 진로체험실 구축
- 2017년 2월 10일 제25회 졸업식(졸업생149명, 졸업생 누계 10,288명)
- 2017년 3월 1일 30학급 편성(특수 3학급 포함)
- 2017년 3월 24일 병설유치원 및 초등특수학급 구축
- 2017년 8월 19일 운동장트랙[2] 및 다목적 구장 교체
- 2017년 8월 30일 본관 창호교체 및 출입문 교체
- 2017년 9월 29일 학교 울타리(담장) 벽화 공사
- 2017년 11월 27일 학교도서관 독서환경개선 사업
- 2017년 11월 29일 미술실 환경개선사업
- 2017년 11월 30일 교실 칠판 교체
- 2018년 1월 19일 과학실 현대화 사업
- 2018년 2월 13일 제26회 졸업식(졸업생 105명, 졸업생 누계 10,393명)
- 2018년 9월 1일 제11대 김분희 교장선생님 취임

## 참고 문헌
- 인천안남초등학교 - 한국교육학술정보원 학교알리미

## 같이 보기
- 인천안남초등학교 축구단